# فوئنتس د آنیو
فوئنتس د آنیو دهستانی در استان آبیلای اسپانیا است.
در این دهستان ۱۸۱ نفر زندگی می‌کنند. مساحت این دهستان ۲۰٫۱۳ کیلومتر مربع است.